# ヴェッレトリ
ヴェッレトリ（伊: Velletri [velˈleːtri]）は、イタリア共和国ラツィオ州ローマ県にある、人口約53,000人の基礎自治体（コムーネ）。

## 地理

### 位置・広がり
ローマ県南東部のコムーネ。

#### 隣接コムーネ
隣接するコムーネは以下の通り。括弧内のLTはラティーナ県所属を示す。
- アプリーリア (LT)
- アルテーナ
- チステルナ・ディ・ラティーナ (LT)
- ジェンツァーノ・ディ・ローマ
- ラヌーヴィオ
- ラリアーノ
- ネーミ
- ロッカ・ディ・パーパ

### 気候分類・地震分類
ヴェッレトリにおけるイタリアの気候分類 (it) および度日は、zona D, 1544 GGである。
また、イタリアの地震リスク階級 (it) では、zona 2B (sismicità media) に分類される。

## 行政

### 分離集落
ヴェッレトリには、以下の分離集落（フラツィオーネ）がある。
- Malatesta, Sole Luna, Cinquarchi, Cigliolo

## 姉妹都市
- ドイツ - オッフェンバッハ
- ルクセンブルク - エシュ＝シュル＝アルゼット
- オーストリア - メードリング
- イングランド - タワーハムレッツ・ロンドン特別区
- フランス - ピュトー
- セルビア - ゼムン